# Tipula (Eumicrotipula) paranensis
Tipula (Eumicrotipula) paranensis is een tweevleugelige uit de familie langpootmuggen (Tipulidae). De soort komt voor in het Neotropisch gebied.